# James Tod (officier)
Pour les articles homonymes, voir James Tod.
James Tod (né le 20 mars 1782, mort le 18 novembre 1835) est un orientaliste anglais qui est officier dans la Compagnie britannique des Indes orientales. Doté d'un intérêt certain pour l'Orient, il se sert de son statut officiel pour mener une série d'études sur l'histoire et la géographie de l'Inde, et plus particulièrement la région du Rajputana, qui correspond aujourd'hui au Rajasthan.
Ses travaux, s'ils ont un impact considérable sur la vision de l'Inde par la société britannique de l'époque, sont cependant critiqués car contenant de nombreuses inexactitudes.

## Biographie
Il naît à Islington, un quartier de Londres le 20 mars 1782. Il est le deuxième fils de James et Mary Tod, tous deux issus de la haute société. Il fait ses études en Écosse, terre de ses ancêtres. Il s'engage dans la Compagnie britannique des Indes orientales et étudie à l'Académie royale militaire de Woolwich. Il s'embarque pour les Indes en 1799, où il rejoint l'armée du Bengale en tant que cadet.
Sa progression dans l'armée est rapide (il devient lieutenant en mai 1800) et en 1805 il devient membre d'escorte d'un émissaire de la cour des Sindhia. En 1813 il est promu capitaine de l'escorte. Il est amené à beaucoup se déplacer dans le Rajputana, la cour étant régulièrement déplacée au sein du royaume. Pendant ses déplacements il s'intéresse à la topographie et à la géologie des régions qu'il traverse. Grâce à ses compétences d'ingénieur et aux différentes personnes qu'il envoie sur le terrain, il crée en 1815 une carte de l'«Inde centrale» (selon ses dires) qu'il présente au gouverneur-général. Cette carte sera d'une importance stratégique pour les Britanniques lors de la Troisième guerre anglo-marathe.
Pendant ce conflit, il est responsable des services de renseignements et sa connaissance du terrain lui permet d'échafauder plusieurs stratégies. Après la guerre, en 1818, il est nommé Political Resident dans l'ouest du Rajputana. Son travail est alors de renforcer le contrôle de la Compagnie des Indes sur le Rajputana, qui n'était qu'indirectement contrôlé par les Britanniques.
C'est durant cette période que Tod mène la majorité de ses recherches sur les Indes. Il arpente alors les régions arides et montagneuses de l'ouest du Rajputana ; le Mewar, le Sirohi et les régions de Kota et Bundi sont alors sous sa responsabilité. Par la suite il s'occupe également du Mârvar et de Jaisalmer (1821). Ces régions stratégiques étaient des zones tampons qui auraient permis de contrer une éventuelle invasion des Russes par le nord de l'Inde (passe de Khyber). Cependant  à l'époque le Rajputana était divisé en une multitude d'États plus ou moins indépendants et en proie à des luttes intestines. Pour assurer l'unité de la région, Tod pense que celle-ci ne devrait contenir que des Rajputs, afin de préserver la région de toute influence extérieure (notamment celle de l'Empire marathe) et ainsi garantir une certaine stabilité. En organisant des transferts de territoires entre les différents souverains locaux, il parvient à rétablir la paix dans le Rajputana. Le commerce reprit et des centaines de villes abandonnées se repeuplèrent. En cinq ans Tod parvient à gagner le respect des habitants et de leurs souverains.
Si sa mission diplomatique est couronnée de succès, ses méthodes sont remises en question par les autres membres de la Compagnie. Son supérieur David Ochterlony est ennuyé par son ascension rapide et son indépendance affichée (Tod ne le consulte jamais). Un prince Rajput, irrité par l'implication de Tod dans les affaires de son État, parvient à convaincre les autorités de retirer le Mârvar de sa sphère d'influence. En 1821, Tod, dans un excès de favoritisme pour un prince, désobéit aux ordres qu'on lui a donnés et perd son influence sur la région de Kota. De même en 1822, Jaisalmer sort de son contrôle, car ses affinités avec les princes Rajput lui valent des suspicions de corruption. On réduit également la taille de son escorte. Finalement, seul le Mewar reste sous son influence, mais sentant sa réputation se ternir, il se dit incapable de travailler correctement. Il finit par démissionner de son poste de Political Resident, invoquant des problèmes de santé.
En février 1823, James Tod rentre en Angleterre.
De retour en Europe, Tod publie ses recherches académiques sur l'histoire et la géographie des Indes, notamment à travers son ouvrage Annals and Antiquities of Rajas'han. Il devient membre de la Royal Asiatic Society. Il prend sa retraite de l'armée en 1826, peu après être nommé lieutenant-colonel, et se marie avec Julia Clutterbuck la même année. Il meurt en 1835 d'une hémorragie cérébrale, il est alors âgé de 53 ans.